# Arthur Amundsen
Arthur Martinus Amundsen (Oslo, 22 marzo 1886 – Oslo, 25 febbraio 1936) è stato un ginnasta norvegese.

## Palmarès

### Olimpiadi
- Argento a Londra 1908 nel concorso a squadre.
- Bronzo a Stoccolma 1912 nel concorso svedese a squadre.